# Поталов Богдан Артемович
Богдан Артемович Поталов (нар. 12 серпня 2002) — український футболіст, захисник «Маріуполя».

## Життєпис
У ДЮФЛУ виступав за «Шахтар» (Донецьк) та «Маріуполь». У липні 2019 року переведений до юнацької команди «приазовців», а в сезоні 2020/21 років дебютував у молодіжній команді маріупольців. Вперше до заявки першої команди «Маріуполя» потрапив 30 жовтня 2020 року на програний (1:4) виїзнний поєдинок 8-го туру Прем'єр-ліги України проти донецького «Шахтаря». Богдан просидів увесь матч на лаві запасних. У футболці «Маріуполя» дебютував 18 вересня 2021 року в програному (0:5) домашньому поєдинку 8-го туру Прем'єр-ліги України проти донецького «Шахтаря». Поталов вийшов на поле на 46-ій хвилині, замінивши Іллю Царюка.